# Фер'єстад
«Фер'єстад» БК (швед. Färjestad Bollklubb) — хокейний клуб з м. Карлстад, Швеція. 
Виступає в чемпіонаті Швеції у Шведській хокейній лізі.

## Історія
Клуб засновано в 1932 році. Спочатку основними секціями був бенді. Хокейну секцію сформовано лише в 1956 році. Від сезону 1975/1976 клуб постійно виступає в Елітсерії.
Домашні ігри команда проводить на «Лефбергс-Ліля-Арені» (8647). Офіційні кольори клубу зелений і білий.

## Досягнення
- Чемпіон Швеції (10): 1981, 1986, 1988, 1997, 1998, 2002, 2006, 2009, 2011, 2022.
- Володар Кубка Шпенглера (2): 1993, 1994.

## Відомі гравці
Найсильніші гравці різних років: 
- воротарі: Леннарт Андерссон, Петер Ліндмарк, Боріс Руссон;
- захисники: Карл-Юган Сундквіст, Ларс Зеттерстрем, Т. Меллер, С.-О. Барк, Томмі Самуельссон, П. Лооб, Г. Нурдін, Петер Андерссон, Фредрік Олауссон, Р. Юганссон, Сергій Фокін, Юнас Бродін;
- нападаники: Ульф Стернер, Д. Бредберг, М. Свенссон, Бенгт Оке Густафссон, Я. Вестберг, Андерс Стеен, Челль Далін, Б. Андерссон, Гокан Лооб, Томас Рундквіст, С. Лунд, Магнус Роупе, Ларс Карлссон, Петер Оттоссон, Андреас Юганссон, Магнус Арведсон, К. Гуселіус, П. Нурдстрем, Єрген Єнссон, С. Нільссон, В'ячеслав Буцаєв.

Успішно працювали з командою тренери А. Стремберг і К. Евенссон.